# Contreras, Puebla
Contreras är en ort i Mexiko.   Den ligger i kommunen Palmar de Bravo och delstaten Puebla, i den sydöstra delen av landet, 180 km öster om huvudstaden Mexico City. Contreras ligger 2 206 meter över havet och antalet invånare är 169.
Terrängen runt Contreras är kuperad åt sydost, men åt nordväst är den platt. Runt Contreras är det ganska tätbefolkat, med 144 invånare per kvadratkilometer. Närmaste större samhälle är Palmarito Tochapán, 13,4 km nordväst om Contreras. Omgivningarna runt Contreras är i huvudsak ett öppet busklandskap.